# Riem Arcaden
Die Riem Arcaden sind das flächenmäßig größte Einkaufszentrum in München. Sie wurden  im Stadtteil Messestadt Riem am Willy-Brandt-Platz errichtet, im Jahr 2004 eröffnet und 2018 erweitert.

## Das Gebäude
Das Gebäude wurde vom Architekturbüro Nietz Prasch Sigl aus Hamburg (heute Tchoban Voss) geplant. Auf drei Etagen und 61.100 m² Ladenfläche sind in etwa 140 Fachgeschäften und gastronomischen Angeboten die bekannten großen Ladenketten vertreten. Das Einkaufszentrum hat rund 9 Millionen Besucher jährlich.
In der oberen Etage sind einige Cafés umgeben von Geschäften wie Hugendubel, Depot,  Müller und Zara, die sich teilweise bis ins Erdgeschoss erstrecken. Im mittleren Teil des Erdgeschosses  Restaurants und Restaurantketten wie Nordsee und McDonald’s vertreten. Im unteren Geschoss sind neben vielen kleineren Läden auch Filialen von Saturn, Fielmann, Edeka mit Postagentur und C&A.
Zu den Riem Arcaden gehören auch ein Parkhaus mit 2.600 Stellplätzen, 30.000 m² Büroflächen, 62 Wohnungen und ein Novotel-Hotel mit rund 250 Zimmern.
Die Pläne für ein ursprünglich vorgesehenes Multiplex-Kinocenter mit 3.000 Sitzplätzen wurden verworfen. An der hierfür bisher freigehaltenen Fläche am westlichen Ende des Willy-Brandt-Platzes wurden stattdessen weitere Ladenflächen, unter anderem mit einem neuen Aldi und in den oberen Stockwerken einem weiteren Hotel der Kette Motel One, errichtet.
Bei den Riem Arcaden kommt die Besonderheit hinzu, dass im seit 1999 neu gebauten Stadtteil Messestadt Riem außerhalb des Einkaufszentrums keinerlei Geschäfte oder Supermärkte gebaut oder vorgesehen wurden. Den Riem Arcaden kommt somit neben der regionalen Bedeutung als Groß-Einkaufszentrum auch die Rolle des täglichen Nahversorgers für einen gesamten Stadtteil zu.
Die Riem Arcaden engagieren sich gemeinsam mit örtlichen Schulen, Kindergärten und sozialen Initiativen in verschiedenen karitativen Projekten wie beispielsweise dem „Riem Arcaden Run“ für krebskranke Menschen.

## Willy-Brandt-Platz
Von 2016 bis 2018 wurden die Riem Arcaden und der Willy-Brandt-Platz nach Plänen von Allmann Sattler Wappner erweitert. Es wurde ein prägnantes weißes Flugdach mit acht Stützenpaaren ergänzt, es bildet als Portikus den räumlichen Abschluss des Platzes und dient als Landmarke.

## Verkehrsanbindung
Die Verkehrsanbindung der Riem Arcaden wird durch die Autobahn 94 sowie den U-Bahnhof Messestadt West (direkt vor dem Haupteingang) gewährleistet. Neben der U-Bahn-Linie U2 halten dort auch die Buslinien 139, 183, 190, 234, 263 und 264.